# アルベール・バトー
アルベール・バトー（Albert Batteux, 1919年7月2日 - 2003年2月28日）は、フランスの元サッカー選手、サッカー指導者。現役時代のポジションはミッドフィールダー。

## 経歴
バトーは第一次世界大戦後の1919年7月2日に鉄道員の家庭に生まれた。地元の小さなクラブでサッカーを学び、1937年にスタッド・ランスで選手経歴を開始した。第二次世界大戦の影響により選手経歴を中断したが、戦後に経歴を再開すると主将として1949年リーグ優勝、翌1950年にクープ・ドゥ・フランス優勝に貢献した。晩年は選手兼コーチを務めていたが、指導者として専念するために1950年に31歳で現役を引退した。
フランス代表としては、1948年6月4日のベルギー戦で代表デビューを飾り、1949年6月19日のスペイン戦を最後に代表から退くまで、国際Aマッチ8試合に出場し1得点を記録した。
現役を引退したバトーは、1950年にスタッド・ランスの監督に就任した。バトーの指導の下でランスは1950年代に最盛期を迎え、ジュスト・フォンテーヌ、レイモン・コパ、ロベール・ジョンケらを擁してリーグ優勝5回（1953年、1955年、1958年、1960年、1962年）とカップ優勝1回（1958年）、UEFAチャンピオンズカップ準優勝2回（1956年、1959年）に導いた。1955年からはフランス代表監督も兼任し、1958年のFIFAワールドカップ・スウェーデン大会では、ランスの出身の選手5名を擁した代表チームを率いて同国を3位入賞に導いた。
ランスでは選手と監督として26年間に渡って過ごし、戦後のフランスサッカー界をリードする存在にまで押し上げたが、1963年夏にクラブの首脳陣は経済的な理由からバトーを始め、スター選手との契約を更新しないことを発表した。この決定の9ヵ月後にクラブは2部リーグへの降格が決まり、一つの時代は終焉した。
1963年に2部リーグのグルノーブル・フット38の監督に就任し、1967年からASサンテティエンヌの監督に就任した。前シーズンにクラブを優勝に導いたジャン・セオラ（フランス代表監督時代のアシスタントコーチ）の推薦もあっての就任であったが、セオラの作り上げたチームを引き継ぎ、リーグ優勝4回（1967年、1968年、1969年、1970年）、カップ優勝2回（1968年、1970年）に導いた。
2003年2月28日にイゼール県メイランで死去。83歳没。

## 人物
監督としての数々の成功を収めたことから戦後のフランスサッカー界の発展に最も貢献した人物の一人との評価を得ている。攻撃的サッカーの信奉者であり、「良いサッカーの基本とは正確なショートパスを伴うボールテクニックにある」という信念に基づいた指導を行った。